# Луизетти, Хэнк
Анджело Энрико «Хэнк» Луизетти (англ. Angelo Enrico "Hank" Luisetti; 16 июня 1916, Сан-Франциско, штат Калифорния, США — 17 декабря 2002, Сан-Матео, штат Калифорния, США) — американский баскетболист и тренер, запомнившийся своими выступлениями на студенческом уровне. Один из величайших баскетбольных новаторов, член Зала славы баскетбола с 1959 года.

## Ранние годы
Хэнк Луизетти родился 16 июня 1916 года в городе Сан-Франциско (штат Калифорния), учился там же в средней школе Галилео, в которой играл за местную баскетбольную команду.

## Студенческая карьера
В 1938 году закончил Стэнфордский университет, где в течение трёх лет играл за команду «Стэнфорд Индианс», в которой провёл успешную карьеру под руководством тренера, члена Зала славы баскетбола, Джона Бунна. При Луизетти «Индианс» три раза выигрывали регулярный чемпионат конференции Pacific Coast (1936—1938), а также два раза — турнир конференции Pacific Coast (1937—1938), но ни разу не выходили в плей-офф студенческого чемпионата США. До прихода Хэнка «Индейцы» были в основном обороняющейся командой и постоянными аутсайдерами конференции Тихоокеанского побережья, в первом же сезоне с Луизетти в составе «Индианс» преобразились, выиграв регулярный чемпионат конференции в 1936 году, а шесть лет спустя стали чемпионами Национальной ассоциации студенческого спорта (NCAA).
В сезонах 1935/1936 и 1936/1937 годов Хэнк становился самым результативным игроком студенческого чемпионата NCAA, но в сезонах 1935/1936—1946/1947 годов статистика составлялась Национальным баскетбольным комитетом официального баскетбольного справочника, который не был наделён полномочиями NCAA, поэтому результаты тех лет считаются неофициальными. Хэнк Луизетти два года подряд признавался баскетболистом года среди студентов по версии Helms Foundation (1937—1938), а также три года подряд включался во всеамериканскую сборную NCAA (1936—1938).
Луизетти играл в эпоху, когда в баскетболе традиционными были броски двумя руками и крюком, Хэнк же разработал атакующее новшество, бросок одной рукой в прыжке, во время которого он зависал в воздухе. Имея в своём арсенале новое наступательное оружие, Луизетти стал одним из доминирующих игроков в истории американского студенческого баскетбола, так как такой бросок практически невозможно было заблокировать. Поздно вечером 30 декабря 1936 года на старой арене Мэдисон-сквер-гарден прошёл знаменитый матч между «ЛИУ Бруклин Блэкбёрдс» и «Стэнфорд Индианс», который посетило огромное по тем временам количество зрителей (17 623 человек). Перед этим матчем «Блэкбёрдс» одержал победную серию из 43 игр, но арена была переполнена по другой причине, публика пришла посмотреть на второкурсника Стэнфордского университета Хэнка Луизетти и его необычные, вопреки баскетбольному стилю того времени, броски одной рукой, во время которых он зависал в воздухе. Он стал первым игроком, который смог набрать 50 очков в одном матче, это событие произошло 1 января 1938 года в игре против «Дюкейн Дьюкс». В 1950 году по результатам специального опроса спортивных обозревателей и комментаторов Associated Press Луизетти был назван вторым игроком (после Джорджа Майкена) первой половины XX века.

## Любительская карьера
Играл на позиции лёгкого форварда и тяжёлого форварда. Луизетти никогда не выступал за профессиональные клубы. После окончания университета он решил не заключать соглашение с командами Американской баскетбольной лиги (АБЛ) и Национальной баскетбольной лиги (НБЛ), а в 1940 году подписал контракт с командой «Сан-Франциско Олимпик Клаб» из Любительского спортивного объединения (AAU), выступавшей в Национальной промышленной баскетбольной лиге (NIBL). В следующем сезоне Хэнк выступал за команду нефтяной компании Филлипс Петролеум «Филлипс 66» (его другое название «Ойлерз 66»), а ещё через год за клуб «Сент-Мэрис Пре-Флайт». За три года в лиге он два раза включался во всеамериканскую сборную AAU (1941—1942). В 1944 году он подхватил менингит, в результате чего ему пришлось завершить баскетбольную карьеру.

## Тренерская карьера
После завершения профессиональной карьеры игрока Хэнк Луизетти устроился на должность главного тренера в команду «Сан-Франциско Стюарт Шевролетс», которая выступала в Национальной промышленной баскетбольной лиге (NIBL). В «Стюарт Шевролетс» Хэнк перешёл перед началом сезона 1950/1951 годов, по итогам которого его клуб имел положительный баланс побед и поражений (12—8), заняв в турнирной таблице третье место. В межсезонье он покинул команду и ушёл в отставку. В 1959 году Луизетти был избран в Зал славы баскетбола имени Нейсмита.

## Смерть
Окончив университет, Хэнк пошёл в армию (1938—1940), а после завершения спортивной карьеры игрока, во время Второй мировой войны, два года служил в Военно-морских силах США (1943—1945). Хэнк Луизетти умер во вторник, 17 декабря 2002 года, на 87-м году жизни в городе Сан-Матео (штат Калифорния).